# Niederländische Badmintonmeisterschaft 2020
Die Niederländische Badmintonmeisterschaft 2020 fand vom 31. Januar bis zum 2. Februar 2020 in Almere statt. 

## Medaillengewinner
| Disziplin    | Gold                          | Silber                           | Bronze                                  |
| ------------ | ----------------------------- | -------------------------------- | --------------------------------------- |
| Herreneinzel | Mark Caljouw                  | Joran Kweekel                    | Aram Mahmoud                            |
| Herreneinzel | Mark Caljouw                  | Joran Kweekel                    | Dennis Koppen                           |
| Dameneinzel  | Soraya de Visch Eijbergen     | Gayle Mahulette                  | Meike Versteeg                          |
| Dameneinzel  | Soraya de Visch Eijbergen     | Gayle Mahulette                  | Amy Tan                                 |
| Herrendoppel | Ruben Jille Ties van der Lecq | Jelle Maas Robin Tabeling        | Wessel van der Aar Gijs Duijs           |
| Herrendoppel | Ruben Jille Ties van der Lecq | Jelle Maas Robin Tabeling        | Michiel Kruijt Léon Nottelman           |
| Damendoppel  | Selena Piek Cheryl Seinen     | Debora Jille Alyssa Tirtosentono | Tamara van der Hoeven Renske Kwakkenbos |
| Damendoppel  | Selena Piek Cheryl Seinen     | Debora Jille Alyssa Tirtosentono | Jessica Ottenhoff Iris Tabeling         |
| Mixed        | Robin Tabeling Selena Piek    | Ruben Jille Alyssa Tirtosentono  | Michiel Kruijt Tamara van der Hoeven    |
| Mixed        | Robin Tabeling Selena Piek    | Ruben Jille Alyssa Tirtosentono  | Ties van der Lecq Debora Jille          |